# رافائل گوآلازی
رافائل گوآلازی (به انگلیسی: Raphael Gualazzi) (زاده ۱۱ نوامبر ۱۹۸۱) خواننده ایتالیایی است.
او در مسابقه آواز یوروویژن ۲۰۱۱ نماینده ایتالیا بود.